# توکل‌آباد (عنبرآباد)
توکل‌آباد (عنبرآباد)، روستایی از توابع بخش مرکزی شهرستان عنبرآباد در استان کرمان ایران است.

## جمعیت
این روستا در دهستان علی‌آباد قرار دارد و براساس سرشماری مرکز آمار ایران در سال ۱۳۸۵، جمعیت آن ۴۲۹ نفر (۸۷ خانوار)، بر اساس سرشماری مرکز آمار ایران در سال ۱۳۹۰، جمعیت آن ۵۳۸ نفر (۱۴۸ خانوار) و بر اساس سرشماری مرکز آمار ایران در سال ۱۳۹۵، جمعیت آن ۵۳۹ نفر (۱۴۶ خانوار) بوده‌است.   